# Parastheneboea neglecta
Parastheneboea neglecta är en insektsart som först beskrevs av Günther 1943.  Parastheneboea neglecta ingår i släktet Parastheneboea och familjen Diapheromeridae. Inga underarter finns listade i Catalogue of Life.